# Élections sénatoriales de 1959 en Ille-et-Vilaine
Les élections au Conseil de la République en Ille-et-Vilaine ont lieu le dimanche 5 avril 1959 pour l'élection des 1 310 délégués élus par les conseils municipaux et le 26 avril 1959 pour le vote de ces délégués. 
Elles ont pour but d'élire les 3 sénateurs représentant le département au Sénat pour un mandat de neuf années.

## Mode de scrutin
La constitution de la Cinquième république garde le système créé en 1948, c'est-à-dire un scrutin majoritaire indirect à deux tours, avec un léger correctif proportionnel pour les départements les plus peuplés.

### Première phase le5 avril 1959
Le système électoral commence par une élection de délégués au scrutin indirect direct, dans chaque Commune, le conseil municipal votant pour élire un ou des délégués selon la répartition suivante : 
Pour les communes de moins de 9 000 habitants :
- Un délégué pour les conseils de neuf et onze membres.
- Trois délégués pour ceux de treize membres.
- Cinq délégués pour ceux de dix-sept membres.
- Sept délégués pour ceux de vingt-et-un membres.
- Quinze délégués pour ceux de vingt-trois membres.

Dans les communes de 9 000 à 30 000 habitants, tous les conseillers municipaux sont délégués de droit.

Dans celles de plus de 30 000 habitants, les conseils votent pour un délégué supplémentaire par tranche de 1 000 habitants.
Ce qui pour l'Ille-et-Vilaine représente au total 1 300 délégués.

### Seconde phase le26 avril 1959
Les délégués se réunissent à la Préfecture et vote pour les départements de moins de cinq sénateurs au scrutin majoritaire à deux tours.
Pour être élu au premier tour il faut :
- La majorité absolue des suffrages exprimés
- Au moins le quart des électeurs inscrits

Au second tour la majorité relative suffit.

## Sénateurs sortants
| Sénateurs | Sénateurs     | Parti | Fonctions lors de l'élection en 1959                                                                                            |
| --------- | ------------- | ----- | --- |
|           | Yves Estève   | UNR   | Conseiller général et maire de Dol-de-Bretagne. Notaire.                                                                        |
|           | Marcel Rupied | CNIP  | Ancien député (1945-1946). Président du Conseil général, maire de Vitré. Notaire.                                               |
|           | Paul Robert   | CNIP  | Ancien conseiller général de Rennes-Nord-Est. Trésorier des caisses primaire du Crédit agricole, directeur de caisse d'épargne. |

## Élections des conseillers (26 avril 1959)

### Listes candidates
| N°         | Candidats | Candidats         | Parti | Principales fonctions                                                                                      |
| ---------- | --------- | ----------------- | ----- | --- |
| 01         |           | Jean Noury        | MRP   | Conseiller général de Saint-Malo. Industriel dans la toile de jute.                                        |
| Remplaçant |           | Hippolyte Réhault | MRP   | Ancien conseiller de la République (1946-1948), maire de Fougères. Industriel de la chaussure.             |
|            |           |                   |       | |
| 02         |           | Émile Tardif      | MRP   | Conseiller général de Montfort, maire de Le Verger. Négociant en produits du sol.                          |
| Remplaçant |           | Jules Pouilloux   | MRP   | Maire de Bain-de-Bretagne. Huissier de justice.                                                            |
|            |           |                   |       | |
| 03         |           | Guy Houist        | MRP   | Conseiller municipal de Rennes. Avocat, conseiller ministériel, président du comité départemental des HLM. |
| Remplaçant |           | Pierre Bouvet     | MRP   | Maire de Livré-sur-Changeon.                                                                               |

| N°         | Candidats | Candidats                       | Parti | Principales fonctions                                                             |
| ---------- | --------- | ------------------------------- | ----- | --------------------------------------------------------------------------------- |
| 01         |           | Marcel Rupied *                 | CNIP  | Ancien député (1945-1946). Président du Conseil général, maire de Vitré. Notaire. |
| Remplaçant |           | Louis Boulanger                 | UNR   | Commissaire-priseur à Rennes, président du syndicat des digues et marais de Dol.  |
|            |           |                                 |       |                                                                                   |
| 02         |           | Yves Estève *                   | UNR   | Conseiller général et maire de Dol-de-Bretagne. Notaire.                          |
| Remplaçant |           | Joseph Poirier                  | CNIP  | Maire de Landéan. Médecin                                                         |
|            |           |                                 |       |                                                                                   |
| 03         |           | Roger de Poulpiquet du Halgouët | UNR   | Conseiller général de Pipriac et maire de Saint-Just. Propriétaire agricole.      |
| Remplaçant |           | Paul Porteu de la Morandière    | CNIP  | Maire de Talensac. Directeur de la Caisse d'épargne de Rennes.                    |

| N°         | Candidats | Candidats         | Parti | Principales fonctions                                                        |
| ---------- | --------- | ----------------- | ----- | ---------------------------------------------------------------------------- |
| 01         |           | Maurice Audrain   | RGR   | Conseiller général de Châteaugiron, maire de Noyal-sur-Vilaine.              |
| Remplaçant |           | Henri Lassourd    | RGR   | Conseiller général et maire de La-Guerche-de-Bretagne. Vétérinaire.          |
|            |           |                   |       |                                                                              |
| 02         |           | Louis Carré       | CNIP  | Conseiller général de Saint-Méen-le-Grand, maire de Quédillac. Entrepreneur. |
| Remplaçant |           | Félix Bobille     | CNIP  | Conseiller général et maire de Châteaubourg. Entrepreneur.                   |
|            |           |                   |       |                                                                              |
| 03         |           | François Rouvrais | CNIP  | Conseiller général et maire de Châteauneuf-d'Ille-et-Vilaine. Commerçant.    |
| Remplaçant |           | Louis Morel       | CNIP  | Maire de Javené. Agriculteur.                                                |

| N°         | Candidats | Candidats       | Parti | Principales fonctions |
| ---------- | --------- | --------------- | ----- | --- |
| 01         |           | Alexis Le Strat | SFIO  | Ancien député (1956-1958), ancien adjoint au maire de Rennes (1947-1959). Instituteur                                                   |
| Remplaçant |           | Albert Vibert   | SFIO  | Ajusteur à Redon. |
|            |           |                 |       | |
| 02         |           | Eugène Plessis  | SFIO  | Conseiller municipal de Roz-sur-Couesnon. Agriculteur.                                                                                  |
| Remplaçant |           | Marcel Biétry   | SFIO  | Ancien adjoint au maire de Rennes (1945-1959). Enseignant à l’École d’agriculture des Trois-Croix de Rennes.                            |
|            |           |                 |       | |
| 03         |           | Marcel Hélène   | SFIO  | Conseiller municipal de Dol-de-Bretagne. Chef de gare à la SNCF.                                                                        |
| Remplaçant |           | Louis Boursin   | SFIO  | Ancien adjoint au maire de Rennes (1945-1959). Ouvrier en chaussure à Fougères, secrétaire général de Fédération FO des Cuirs et peaux. |

| N°         | Candidats | Candidats          | Parti | Principales fonctions                 |
| ---------- | --------- | ------------------ | ----- | ------------------------------------- |
| 01         |           | Claude de Talhouët | EXD   | Maire d'Amanlis. Avocat, agriculteur. |
| Remplaçant |           | François Chatel    | EXD   | Agriculteur.                          |
|            |           |                    |       |                                       |
| 02         |           | Philippe Heuzé     | EXD   | Maire de Messac. Agriculteur.         |
| Remplaçant |           | Arthur Piel        | EXD   | Agriculteur à Trévérien.              |
|            |           |                    |       |                                       |
| 03         |           | André Louis Raison | EXD   | Agriculteur à Rannée.                 |
| Remplaçant |           | Mr Bégouin         | EXD   | Agriculteur au Grand-Fougeray.        |

| N°         | Candidats | Candidats         | Parti | Principales fonctions                                                      |
| ---------- | --------- | ----------------- | ----- | -------------------------------------------------------------------------- |
| 01         |           | René Rio          | PCF   | Ancien conseiller municipal de Rennes (1947-1959). Monteur.                |
| Remplaçant |           | Edmond Le Tanter  | PCF   | Ancien conseiller municipal de Rennes (1953-1959). Chaudronnier à la SNCF. |
|            |           |                   |       |                                                                            |
| 02         |           | Anne-Marie Glémot | PCF   | Ancienne conseillère municipal de Saint-Malo (1945-1959). Infirmière.      |
| Remplaçant |           | Mr Rochabeux      | PCF   | Retraité.                                                                  |
|            |           |                   |       |                                                                            |
| 03         |           | Louis Lebideau    | PCF   | Menuisier à Pleurtuit.                                                     |
| Remplaçant |           | Mr Botherel       | PCF   | Employé à la SNCF.                                                         |

| N° | Candidats | Candidats      | Parti | Principales fonctions                                   |
| -- | --------- | -------------- | ----- | ------------------------------------------------------- |
| 01 |           | Yves Le Pollès |       | Directeur d'entreprise du bâtiment rue Turmel à Rennes. |

### Résultats
- Les listes de Maurice Audrain (RGR-CNIP) et de Claude de Talhouët (EXD) se retirent au profit de la liste "d'Union républicaine" (UNR-CNIP).

| Candidat et parti politique | Candidat et parti politique     | Candidat et parti politique | Premier tour | Premier tour | Second tour | Second tour |
| Candidat et parti politique | Candidat et parti politique     | Candidat et parti politique | Voix         | %            | Voix        | %           |
| --------------------------- | ------------------------------- | --------------------------- | ------------ | ------------ | ----------- | ----------- |
|                             | Jean Noury                      | MRP                         | 614          | 42,61        | 711         | 49,20       |
|                             | Émile Tardif                    | MRP                         | 472          | 32,76        | 498         | 34,46       |
|                             | Guy Houist                      | MRP                         | 546          | 37,89        | 637         | 44,08       |
|                             |                                 |                             |              |              |             |             |
|                             | Marcel Rupied *                 | CNIP                        | 478          | 33,17        | 650         | 44,98       |
|                             | Yves Estève *                   | UNR                         | 660          | 45,80        | 831         | 57,51       |
|                             | Roger de Poulpiquet du Halgouët | UNR                         | 488          | 33,87        | 665         | 46,02       |
|                             |                                 |                             |              |              |             |             |
|                             | Maurice Audrain                 | RGR                         | 174          | 12,08        | Retrait     | Retrait     |
|                             | Louis Carré                     | CNIP                        | 114          | 7,91         | Retrait     | Retrait     |
|                             | François Rouvrais               | CNIP                        | 105          | 7,29         | Retrait     | Retrait     |
|                             |                                 |                             |              |              |             |             |
|                             | Alexis Le Strat                 | SFIO                        | 135          | 9,37         | 102         | 7,06        |
|                             | Eugène Plessis                  | SFIO                        | 114          | 7,91         | 90          | 6,23        |
|                             | Marcel Hélène                   | SFIO                        | 104          | 7,22         | 84          | 5,81        |
|                             |                                 |                             |              |              |             |             |
|                             | Claude de Talhouët              | EXD                         | 102          | 7,08         | Retrait     | Retrait     |
|                             | Philippe Heuzé                  | EXD                         | 67           | 4,65         | Retrait     | Retrait     |
|                             | André Louis Raison              | EXD                         | 70           | 4,86         | Retrait     | Retrait     |
|                             |                                 |                             |              |              |             |             |
|                             | Yves Le Pollès                  |                             | 14           | 0,97         | 7           | 0,48        |
|                             |                                 |                             |              |              |             |             |
|                             | René Rio                        | PCF                         | 11           | 0,76         | 6           | 0,42        |
|                             | Anne-Marie Glémot               | PCF                         | 11           | 0,76         | 6           | 0,42        |
|                             | Louis Lebideau                  | PCF                         | 11           | 0,76         | 6           | 0,42        |
|                             |                                 |                             |              |              |             |             |
| Inscrits                    | Inscrits                        | Inscrits                    | 1 460        |              | 1 460       |             |
| Votants                     | Votants                         | Votants                     | 1 454        | 99,69        | 1 457       | 99,80       |
| Exprimés                    | Exprimés                        | Exprimés                    | 1 441        | 99,11        | 1 445       | 99,18       |

### Sénateurs élus
| Sénateurs | Sénateurs                       | Parti | Fonctions lors de l'élection en 1959                                         |
| --------- | ------------------------------- | ----- | ---------------------------------------------------------------------------- |
|           | Yves Estève *                   | UNR   | Conseiller général et maire de Dol-de-Bretagne. Notaire.                     |
|           | Jean Noury                      | MRP   | Conseiller général de Saint-Malo. Industriel dans la toile de jute.          |
|           | Roger de Poulpiquet du Halgouët | UNR   | Conseiller général de Pipriac et maire de Saint-Just. Propriétaire agricole. |